# Салмин, Алексей Михайлович
Алексе́й Миха́йлович Са́лмин (18 февраля 1951, Казань — 8 сентября 2005, Москва) — советский и российский политолог и социолог. Доктор исторических наук, профессор.

## Биография
Родился в семье художников.
В 1973 году окончил восточное отделение факультета международных отношений Московского государственного института международных отношений.
В 1978 году защитил диссертацию на соискание учёной степени кандидата исторических наук по теме «Социальная динамика рабочего класса США после второй мировой войны» (специальность 07.00.04 — «История коммунистического и рабочего движения и национально-освободительных движений»).
В 1973—1991 работал в Институте международного рабочего движения АН СССР. Прошёл все ступени от аспиранта до заведующего отделом.
В 1986 году защитил диссертацию на соискание учёной степени доктора исторических наук по теме «Рабочий класс и политическая борьба во Франции: тенденции политического поведения рабочих-избирателей после Второй мировой войны» (специальность 07.00.04 — «История коммунистического и рабочего движения и национально-освободительных движений»).
В 1991—1993 годах — директор Центра прогностических программ «Горбачев-Фонда».
В 1993—1994 годах — соучредитель и директор исследовательских программ Центра политических технологий.
С 1993 года был соучредителем и председателем научного совета Фонда развития парламентаризма в России.
С 1994 был президентом Фонда «Российский общественно-политический центр» (РОПЦ).
В 1994—2000 годах — член Президентского совета РФ.
С 1994 года был президентом Ассоциации центров политического консультирования (АЦПК).
С 1998 года был председателем Национального Комитета политической социологии (образованного Российской Ассоциацией политической науки и Российской социологической ассоциацией).
С 1999 года был членом президиума Ассоциации международных исследований. С 1998 года входил в состав Совета по Этническому согласию Проекта по этническим отношениям (Принстон, США). Был членом Совета по внешней и оборонной политике (Москва), сопредседателем с российской стороны Ассоциации «Болгария — Россия», главным редактором журнала «Полития» (Москва), членом редакционных советов журналов «Полис» (Москва), «Transitions» (Брюссель), «Controversia» (Таллахасси, Флорида), «Europa-Europe» (Рим), «Стратегия России», членом корреспондентского совета журнала «Limes» (Рим), членом экспертного совета «Политического журнала».
В 1999—2002 годах — заведующий кафедрой общей политологии Государственного университета — Высшей школы экономики.
С 2002 года был профессором кафедры политической теории МГИМО(У). С 2004 года был деканом факультета политологии МГИМО(У). Входил в состав диссертационного совета по политологии МГИМО(У).
Похоронен в Москве на Востряковском кладбище.

## Сфера научных интересов
Был одним из создателей современной российской политической науки. Занимался сравнительным анализом политических культур и институтов, межэтническими и межконфессиональными отношениями. Внес значительный вклад в изучение проблем демократии в современном мире: его монография «Современная демократия: очерки становления» стала классическим исследованием в этой области. Был человеком энциклопедических знаний — историком, политологом, философом.

## Отзывы
Б. И. Макаренко отмечал: 
Европейскую философскую традицию А. М. Салмин знал не хуже, а, наверное, лучше многих своих европейских коллег. Как иностранец, выучивший чужой язык настолько хорошо, что с ним не мог сравниться ни один из тех, для кого этот язык был родным. Ничего не умея делать вполсилы, Алексей Михайлович прочел всех — от античных философов до новинок западной политической мысли. Но энциклопедичность его знаний — не в объёме прочитанного, не в количестве, а в качестве освоения материала. Разница между А. М. Салминым и иным (хорошим) ученым-гуманитарием той поры можно уподобить разнице между комментариями к «Евгению Онегину», сделанными Ю. Лотманом и В. Набоковым. Первый комментарий — эрудированный и умный экскурс в пушкинскую эпоху в России, подробно рассказывающий о том, как и почему автор заставляет своего героя вести себя так, а не иначе. Второй — взгляд «человека мира», для которого Онегин и его автор — часть цельной картины мировой культуры, обращенный как к искушенному отечественному, так и к просвещенному зарубежному читателю. Пушкинский роман у Набокова сверкает как яркий бриллиант в диадеме других достижений мировой культуры. А. М. Салмин был продолжателем той (увы, немногочисленной) когорты наших соотечественников, для кого «русское» и «мировое» было не антитезой, а единым целым. Пушкин, Набоков… мало кого ещё можно поставить в этот ряд?

## Основные труды
- Промышленные рабочие Франции: (К изучению сдвигов в политическом поведении) (М., 1984).
- Современная демократия: генезис, структура, культурные конфликты: Опыт Франции в сравнительной ретроспективе (М.,1992).
- Партийная система в России в 1989—1993 годах: опыт становления (М., 1994.; в соавторстве).
- Современная демократия: очерки становления (2-е, расшир. и испр. изд. М., 1997).
- Шанский слон. М., 2006.
- Летийские эскизы. М., 2006.
- Шесть портретов. СПб, 2008.